# بيير ماتينيون
بيير ماتينيون (بالفرنسية: Pierre Matignon)‏ ولد بتاريخ 11 فبراير 1943 في فرنسا، وتوفي في 1 نوفمبر 1987 في فرنسا، كان دراج فرنسي في صنف سباق الدراجات على الطريق.

## سجل النتائج

### سباقات أو مراحل فاز بها
- طواف فرنسا

## وصلات خارجية
- الموقع الرسمي

## روابط خارجية
- بيير ماتينيون على موقع أرشيف الدراجات (الإنجليزية)
- بيير ماتينيون على موقع إحصائيات الدراجات الإحترافية (الإنجليزية)
- بيير ماتينيون على موقع CycleBase (الإنجليزية)